# Cyperus pearcei
Cyperus pearcei är en halvgräsart som beskrevs av Charles Baron Clarke. Cyperus pearcei ingår i släktet papyrusar, och familjen halvgräs. Inga underarter finns listade i Catalogue of Life.